# Colliston Castle

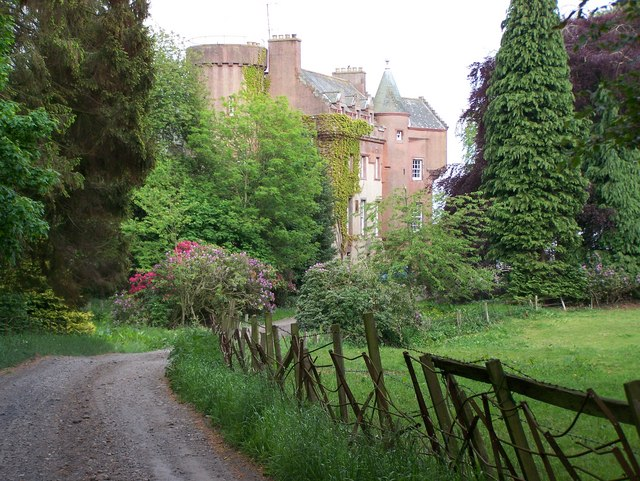
Colliston Castle

Colliston Castle ist eine Burg bei Arbroath in der schottischen Council Area Angus. Den Wohnturm mit Z-förmigem Grundriss ließ im 16. Jahrhundert Kardinal David Beaton, der Abt der Arbroath Abbey, errichten. Heute kann man die Burg für Hochzeitsfeiern und Partys mieten.
Die Burg ist als Denkmal der Kategorie B geschützt.

## Geschichte
Das Anwesen verlehnte Kardinal Beaton, Abt von Arbroath Abbey und Bischof von St Andrews, am 25. Juli 1544 an John Guthrie und Isabella Ogilvy. David Beatons langjährige Lebensgefährtin (über 20 Jahre) war Marion Ogilvy und es erscheint ziemlich wahrscheinlich, dass Isabella Ogilvy die Tochter der beiden war.
Der ursprüngliche, Z-förmige Teil des Colliston Castle wurde 1583 errichtet. Er besteht aus einem Hauptblock und zwei Rundtürmen, die an diametral gegenüberliegenden Ecken hervorstehen. Ein Treppenturm liegt in einem der Innenwinkel zwischen einem der Türme und dem Hauptblock. Dieser Rundturm, in dem auch der Eingang zur Burg liegt, hat einen Aufsatz mit quadratischem Grundriss und Giebeln, in dem eine Wachkammer liegt. Der Grundriss der Burg entsprach dem von Claypotts Castle. Die Burg ist reichlich mit weit ausgeschrägten Schießscharten und kreisrunden Schießlöchern zur Verteidigung ausgestattet. Die Mauerköpfe und das gesamte obere Stockwerk wurden mehrere Male umgebaut und sind daher nicht original.
Sir Henry Guthrie verkaufte das Anwesen 1684 an Doctor Gordon.
1721 gehörte Colliston Castle George Chaplin, dem sein Neffe, George Robertson Chaplin aus Auchengray nachfolgte, und dann der Arzt George Chaplin Child Chaplin. Dieser starb 1883 und sein Nachfolger war ein Mr Peebles aus Somerset House in London, der nächste Lehnerbe.
1920 verkaufte John Hume Adams Peebles-Chaplin die Burg an Major R.F.D. Richard (Dickie) Bruce, den Sohn von Hon. F. J. Bruce aus Seaton, einem Sohn des Earl of Elgin. Er ließ einen Gewehrschrank in einem Teil der ursprünglichen Küchenfeuerstelle im Westturm einbauen. Dieser Raum wurde das Gewehrzimmer. 1929 wurde Dickie Bruce in der Halle des Hauses tot aufgefunden, mit seinem Gewehr neben ihm. Nach dem Tod ihres Gatten heiratete seine Witwe einen Rechtsanwalt aus Arbroath, mit dem sie vorher bereits eine Affäre hatte, und verkaufte das Anwesen an Captain Alfred Knox.